# Сотки

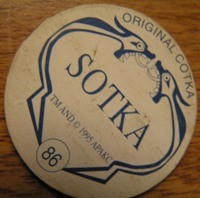
Фишка SOTKA фирмы «Аракс»

Фи́шки (другие названия со́тки; кэ́псы от англ. caps — крышки) — азартная игра, популярная в 1990-х и начале 2000-х годов среди детей и подростков. Русское название — эпоним, образованный от фишек SOTKA, производимых фирмой «Аракс».

## История
Сотки (англ. pogs) были придуманы в 1920-х годах на Гавайях. Игра стала популярной, когда в 1991 году учителя младших школ возродили игру и стали использовать её для обучения детей арифметике. В это время начался рост мировой популярности соток.
По другим сведениям, сотки появились гораздо раньше. Возможно, их первоисточником является японская карточная игра мэнко, появившаяся в XVII веке в период Эдо.

## Характеристика
- Сотки — круглые плоские пластинки диаметром 4 см. Изготовляются из картона или пластика. Каждая сотка имеет две стороны — лицевую и обратную. Сотка, перевернувшаяся на лицевую сторону, считается «выбитой». Каждая сотка имеет индивидуальный рисунок. Тематика данных рисунков самая разнообразная — кино, мультфильмы, компьютерные игры, спорт и т. д.

- Бита (англ. slammer) — предмет для разбивания соток. Бита представляет собой круглую пластиковую или металлическую пластинку, обычно чёрного цвета. Биты чуть толще и тяжелее соток.

## Правила

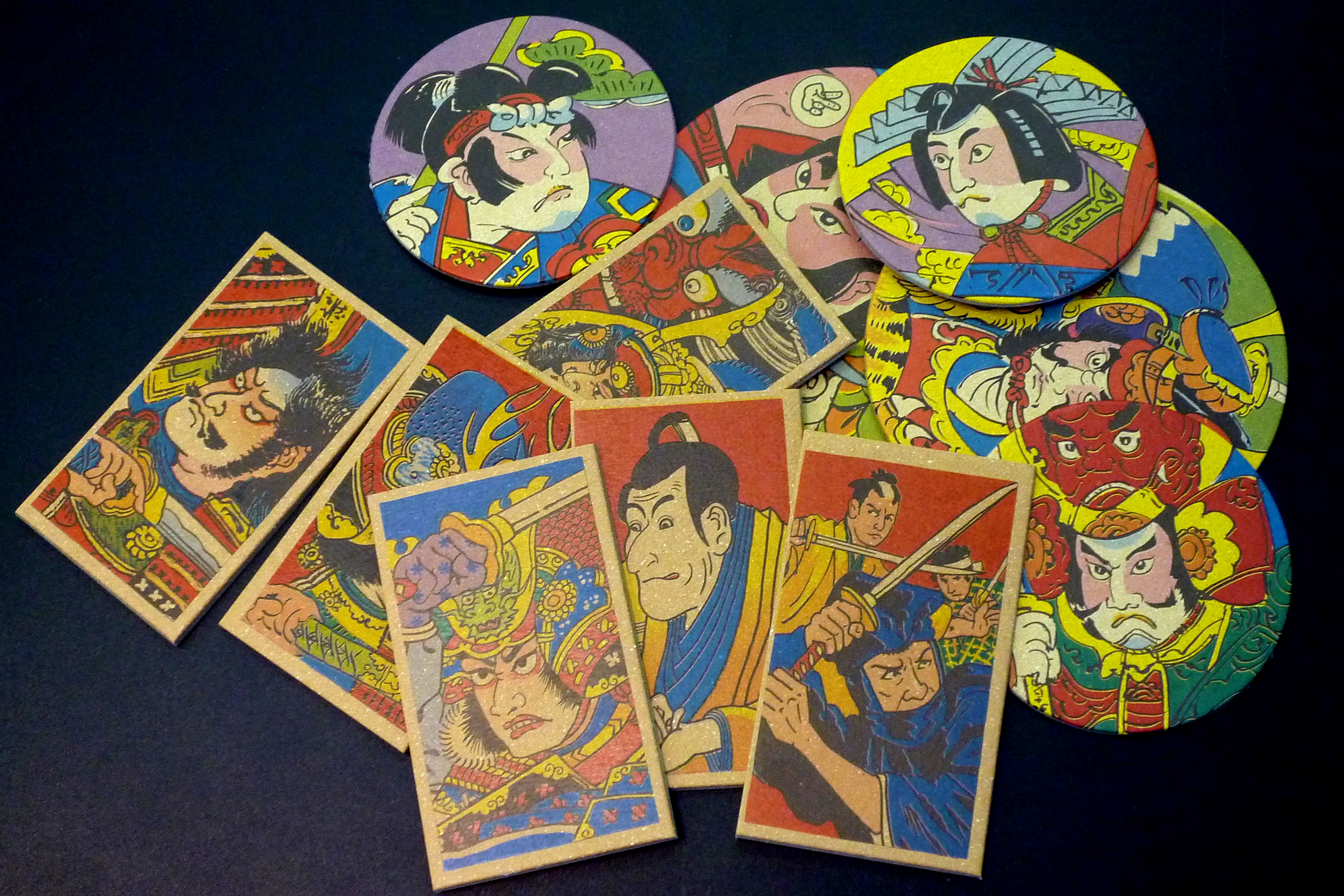
Мэнко

### С битой
Игра рассчитана на двух или более игроков. Игроки скидываются по определённому количеству соток и кладут их стопкой друг на друга. Игрок, получивший право первого хода, разбивает стопку из соток с помощью биты. Сотки, перевернувшиеся на лицевую сторону, считаются «выбитыми», и игрок забирает их; не выбитые сотки снова складываются в стопку и процесс повторяется. Партия заканчивается, когда стопка будет полностью разбита.

### Без биты
Второй вариант игры был популярен в России и странах СНГ в конце 1990-х — начале 2000-х годов. Каждый игрок выставляет от себя по сотке. Игроки берут сотки за рёбра и кидают их картинкой вниз. Тот, чья сотка перевернулась, берёт уже обе сотки и опять кидает их картинкой вниз, в данном случае надо кинуть так, чтобы перевернулись обе сотки. Если перевернулась одна или ни одна, то очередь переходит ко второму игроку. Играть таким образом можно и компанией.
Другой вариант правил: игроки ставили произвольное оговоренное число кэпсов на кон, далее, путём подбрасывания кэпса большим пальцем, выяснялась очерёдность игры (можно было загадать 'свет', сторону с картинкой или 'тьму', сторону с рубашкой). Начинающий первым игрок брал всю стопку кэпсов рубашкой вверх (обычно — большим и средним пальцами) и бил лицевой частью об пол. Перевернувшиеся лицевой стороной вверх ('выбитые') кэпсы он забирал себе. Дальше ходил второй игрок с аналогичными условиями. Игра продолжалась до тех пор, пока не оставалось невыбитых кэпсов.

## Популярность

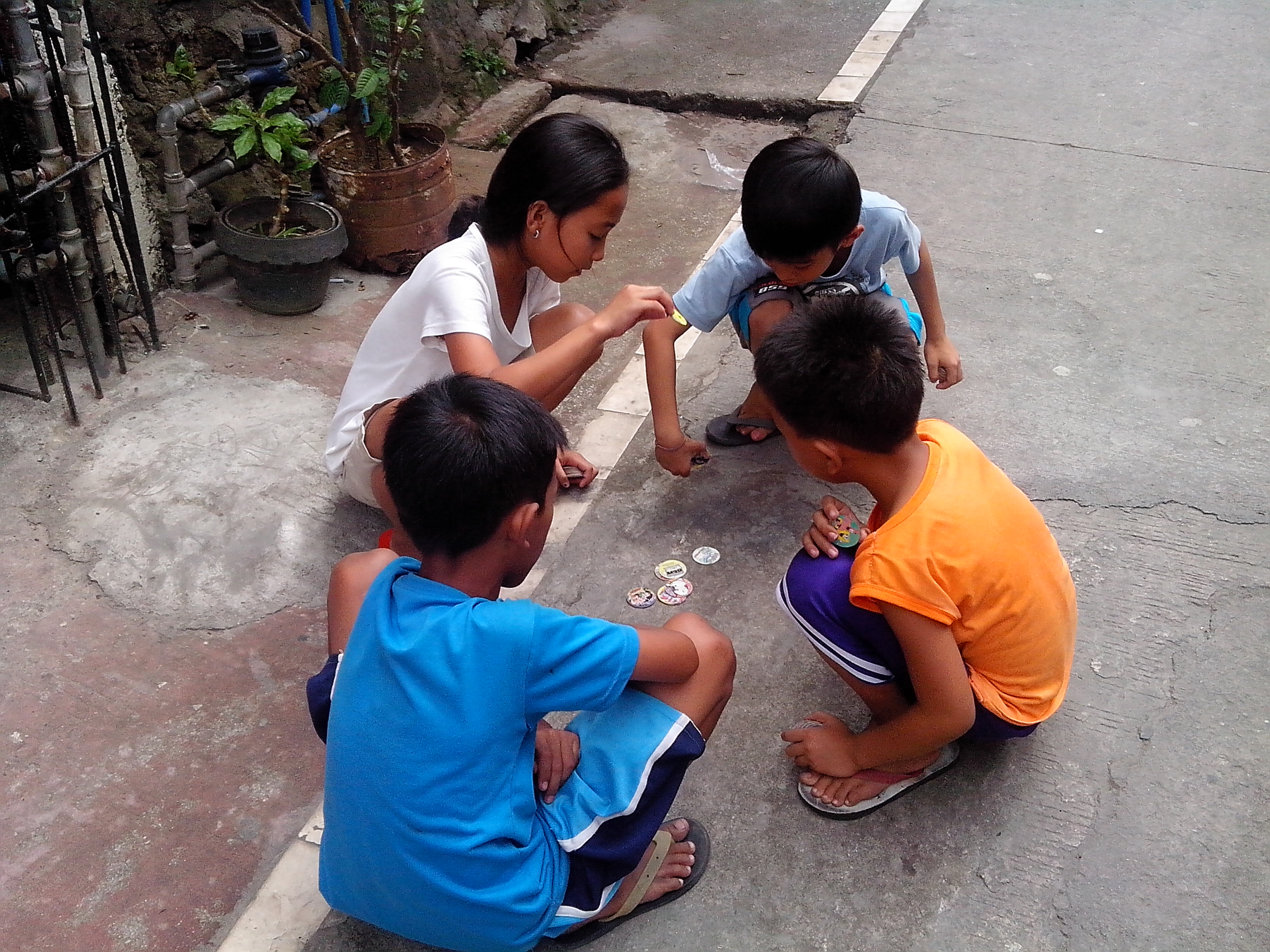
Дети играют на улице.

В 1990-х было произведено несколько сотен видов соток. Они были настолько популярны, что дали корни для создания игр-клонов, подобно «Slammer Whammers» (англ. Slammer Whammers). В начале 90-х ежегодно проводился американский национальный турнир по соткам. Проходил он 7 февраля в честь дня рождения изобретателя игры. С тех пор игра потеряла былую популярность, но сотки можно найти и по сей день у многих коллекционеров.

## Критика
Многими педагогами сотки воспринимаются негативно. По их словам, азартные игры недопустимы в детском обществе. Во многих школах Северной Америки кэпсы официально запрещены.